# 法雲寺 (岐阜県揖斐川町)
法雲寺（ほううんじ）は、岐阜県揖斐郡揖斐川町谷汲岐礼にある地蔵菩薩を本尊とする臨済宗妙心寺派の寺院で、山号は東春山。土岐頼芸終焉の地として知られる。
天正10年（1582年）に揖斐の領主であった稲葉良通が没落していた旧主の土岐頼芸を招いて館を設けたのが起源である。土岐頼芸はこの地に移ってから間もなく没したため、その居館を草庵に改め、その名を法名の東春院殿左京兆文官宗芸大居士に因み東春庵とした。その後、正徳年間に現在の位置に寺基を移して東春山法雲寺と寺号を改めた。昭和49年（1974年）、別の位置にあった土岐頼芸の墓を寺の敷地内に移した。その際、墓が岐阜県指定の史跡となった。